# Nati l'8 novembre
| Questa pagina contiene informazioni ricavate automaticamente dalle voci biografiche con l'ausilio del template Bio e di un bot. L'aggiornamento è periodico e automatico e ricostruisce completamente la pagina. Se manca una persona in questa lista, sei pregato di non aggiungerla, ma accertati piuttosto che la sua voce biografica contenga il template Bio e che i dati anagrafici siano correttamente compilati. Se il template Bio manca, inseriscilo tu stesso o, in alternativa, metti l'avviso {{tmp\|Bio}} che ne segnala la mancanza. Se i dati riportati sono sbagliati, correggi direttamente la voce biografica; le modifiche saranno visibili in questa lista entro pochi giorni. Per chiarimenti vedi il progetto biografie. La lista contiene solo le 1.075 persone che sono citate nell'enciclopedia e per le quali è stato implementato correttamente il template Bio. Pagina aggiornata al 17 ago 2025. |

## I secolo(1)
- 30 - Nerva, imperatore romano († 98)

## XI secolo(2)
- 1028 - Guglielmo I d'Inghilterra, condottiero normanno († 1087)
- 1050 - Svjatopolk II di Kiev, sovrano († 1113)

## XIV secolo(2)
- 1342 - Giuliana di Norwich, mistica inglese († 1416)
- 1344 - Roberto I di Bar, nobile francese († 1411)

## XV secolo(2)
- 1417 - Filippo I di Hanau-Lichtenberg, conte tedesco († 1480)
- 1491 - Teofilo Folengo, poeta italiano († 1544)

## XVI secolo(9)
- 1511 - Paul Eber, teologo tedesco († 1569)
- 1543 - Lettice Knollys, nobildonna inglese († 1634)
- 1561 - Francesco Mati, pittore italiano († 1623)
- 1563 - Enrico II di Lorena, duca francese († 1624)
- 1570 - Agostino Gradenigo, patriarca cattolico italiano († 1629)
- 1572 - Giovanni Sigismondo di Brandeburgo, nobile prussiano († 1619)
- 1585 - Ottavio Bruto Revese, architetto italiano († 1648)
- 1586 - Michail Skopin-Šujskij, nobile e militare russo († 1610)
- 1592 - Domenico Mazzocchi, compositore italiano († 1665)

## XVII secolo(16)
- 1610 - Pietro Vidoni, cardinale e vescovo cattolico italiano († 1681)
- 1618 - Louise de La Fayette, francese († 1665)
- 1622 - Carlo X Gustavo di Svezia, sovrano svedese († 1660)
- 1647 - Antonio Bertola, architetto e ingegnere italiano († 1719)
- 1655 - Filippo Tancredi, pittore italiano († 1722)
- 1656 - Edmond Halley, astronomo, matematico e fisico inglese († 1742)
- 1658 - Niccolò Caracciolo, cardinale italiano († 1728)
- 1658 - Giuseppe Antonio Torri, architetto italiano († 1713)
- 1669 - Matteo Bonechi, pittore italiano († 1756)
- 1676 - Luisa Benedetta di Borbone-Condé, principessa francese († 1753)
- 1680 - Constanzo Beschi, gesuita, missionario e poeta italiano († 1747)
- 1680 - Leonardo Coccorante, pittore italiano († 1750)
- 1687 - Francesco Girolamo Bona, arcivescovo cattolico e diplomatico dalmata († 1749)
- 1689 - Enrico XXXV di Schwarzburg-Sondershausen, nobile († 1758)
- 1697 - Giovanni Lami, storico, bibliotecario e abate italiano († 1770)
- 1698 - Alberico Archinto, cardinale e arcivescovo cattolico italiano († 1758)

## XVIII secolo(37)
- 1704 - Pietro Paolo Operti, pittore italiano († 1793)
- 1706 - Johann Ulrich von Cramer, giurista e filosofo tedesco († 1772)
- 1714 - Natale Saliceti, medico italiano († 1789)
- 1715 - Elisabetta Cristina di Brunswick-Wolfenbüttel-Bevern, sovrana tedesca († 1797)
- 1717 - Antonio Cristoforo Collalto-Mattiuzzi, attore teatrale e commediografo italiano († 1778)
- 1718 - Joseph Alois Schmittbaur, compositore tedesco († 1809)
- 1720 - Antonio Bresciani, pittore e incisore italiano († 1817)
- 1720 - Hester Grenville, nobildonna britannica († 1803)
- 1723 - John Byron, ammiraglio inglese († 1786)
- 1723 - Niccolò Carletti, architetto, matematico e topografo italiano († 1796)
- 1724 - Teodoro Bonati, ingegnere idraulico, matematico e medico italiano († 1820)
- 1725 - Johann George Tromlitz, flautista e compositore tedesco († 1805)
- 1736 - Claude-Marguerite Renart de Fuchsamberg, ammiraglio francese († 1797)
- 1739 - Antoine Bruni d'Entrecasteaux, ammiraglio e esploratore francese († 1793)
- 1743 - Johann Christian Ludwig Hellwig, entomologo e autore di giochi tedesco († 1831)
- 1746 - Elisabetta Cristina Ulrica di Brunswick-Wolfenbüttel, principessa tedesca († 1840)
- 1746 - Giacinto Ugo Timoleone di Cossé-Brissac, militare francese († 1813)
- 1747 - Felice Caronni, archeologo, numismatico e incisore italiano († 1815)
- 1755 - Edmond de Favières, drammaturgo, librettista e politico francese († 1837)
- 1755 - Dorothea Viehmann, cantastorie tedesca († 1816)
- 1760 - Asensio Julià, pittore spagnolo († 1832)
- 1763 - Xavier de Maistre, militare, scrittore e pittore italiano († 1852)
- 1768 - Augusta Sofia di Hannover, nobile inglese († 1840)
- 1770 - Antonio Spazzi, scultore italiano († 1848)
- 1772 - William Wirt, politico statunitense († 1834)
- 1775 - Federico III Fagnani, V marchese di Gerenzano, nobile, scrittore e politico italiano († 1840)
- 1775 - Agostino Maria Molin, religioso e insegnante italiano († 1840)
- 1775 - Jacob Peter Mynster, teologo e vescovo luterano danese († 1854)
- 1777 - Anna Petrovna Lopuchina, nobildonna russa († 1805)
- 1777 - Désirée Clary, regina († 1860)
- 1783 - Jacopo Vincenzo Foscarini, poeta e politico italiano († 1864)
- 1784 - Teodor Narbutt, storico e ingegnere lituano († 1864)
- 1788 - Abel Dufresne, magistrato, letterato e pittore francese († 1862)
- 1789 - Georg Brunsig von Brun, generale prussiano († 1858)
- 1791 - Tommaso Parodi, patriota italiano († 1890)
- 1794 - Sergej Grigor'evič Stroganov, generale russo († 1882)
- 1795 - Albert Gottfried Dietrich, botanico tedesco († 1856)

## XIX secolo(165)
- 1802 - Franz Gundaker von Colloredo-Mansfeld, militare e nobile austriaco († 1852)
- 1802 - Benjamin Hall, I barone di Llanover, politico e ingegnere britannico († 1867)
- 1803 - Henry Chetwynd-Talbot, XVIII conte di Shrewsbury, politico e ammiraglio inglese († 1868)
- 1803 - Evfimij Vasil'evič Putjatin, militare e diplomatico russo († 1883)
- 1808 - Enrico Bartelloni, patriota italiano († 1849)
- 1808 - Serafino Rafaele Minich, matematico e politico italiano († 1883)
- 1810 - Pierre Joseph François Bosquet, generale francese († 1861)
- 1810 - Amélie Guillot-Saguez, pittrice e fotografa francese († 1864)
- 1811 - John Montagu, VII conte di Sandwich, nobile e politico inglese († 1884)
- 1814 - Gustav Hartlaub, medico e zoologo tedesco († 1900)
- 1817 - Charles Cavendish-Bentinck, prete britannico († 1865)
- 1817 - Enrico Di Brocchetti, ammiraglio e politico italiano († 1885)
- 1818 - Catherine Hayes, soprano irlandese († 1861)
- 1818 - Marco Minghetti, politico, diplomatico e giornalista italiano († 1886)
- 1818 - Maria Esperance von Schwartz, scrittrice tedesca († 1899)
- 1819 - Bellino Briganti-Bellini, imprenditore e politico italiano († 1869)
- 1819 - Pompeo Marino Molmenti, pittore italiano († 1894)
- 1819 - Giuseppe Picone, storico, archeologo e giurista italiano († 1901)
- 1820 - Luigi Bonati, politico italiano († 1895)
- 1820 - Birdsill Holly, ingegnere meccanico statunitense († 1894)
- 1821 - Josyf Sembratowicz, arcivescovo cattolico ucraino († 1900)
- 1823 - Joseph Monier, francese († 1906)
- 1823 - Emilio Pallavicini, generale e politico italiano († 1901)
- 1823 - Henri Planchat, presbitero francese († 1871)
- 1825 - Meta Brevoort, alpinista statunitense († 1876)
- 1825 - Ludwig Carl Christian Koch, aracnologo tedesco († 1908)
- 1826 - Giulio Cesare Luciani, patriota e letterato italiano († 1914)
- 1829 - Samuel W. Crawford, medico e generale statunitense († 1892)
- 1830 - Michail Ivanovič Dragomirov, generale, insegnante e scrittore russo († 1905)
- 1830 - Oliver O. Howard, generale statunitense († 1909)
- 1831 - Robert Bulwer-Lytton, politico britannico († 1891)
- 1833 - Giovanni Battista Morana, avvocato e politico italiano († 1900)
- 1834 - Johann Karl Friedrich Zöllner, astrofisico tedesco († 1882)
- 1835 - Teodoro Sainz Rueda, filosofo e politico spagnolo († 1897)
- 1836 - Luigi Bazzani, architetto, pittore e scenografo italiano († 1927)
- 1836 - Milton Bradley, imprenditore statunitense († 1911)
- 1836 - Giorgio Masi, magistrato e politico italiano († 1915)
- 1837 - Ilia Ch'avch'avadze, scrittore, poeta e giornalista georgiano († 1907)
- 1838 - Herculine Barbin, francese († 1868)
- 1839 - Ivan Logginovič Goremykin, politico russo († 1917)
- 1840 - Nathan Rothschild, I barone Rothschild, banchiere e politico britannico († 1915)
- 1841 - Jan Otto, editore cecoslovacco († 1916)
- 1842 - Eugen Gura, baritono austriaco († 1906)
- 1843 - Moritz Pasch, matematico tedesco († 1930)
- 1845 - Emilio Stramucci, architetto italiano († 1926)
- 1846 - Eugenio Bertini, matematico italiano († 1933)
- 1846 - William Robertson Smith, antropologo e storico delle religioni scozzese († 1894)
- 1847 - Jean Casimir-Perier, politico francese († 1907)
- 1847 - Carlo Alberto Castigliano, ingegnere e matematico italiano († 1884)
- 1847 - Bram Stoker, scrittore irlandese († 1912)
- 1848 - Gottlob Frege, matematico, logico e filosofo tedesco († 1925)
- 1848 - Julius von Pflugk-Harttung, storico tedesco († 1919)
- 1849 - Digby Bell, attore teatrale statunitense († 1917)
- 1849 - Maxime Collignon, archeologo e storico dell'arte francese († 1917)
- 1849 - Ibrahim Ali Khan, principe indiano († 1930)
- 1850 - Karl Komzák, compositore e direttore d'orchestra ceco († 1905)
- 1850 - Giovanni Potenziani, politico italiano († 1899)
- 1852 - Lin Shu, scrittore, letterato e traduttore cinese († 1924)
- 1854 - Johannes Rydberg, fisico e matematico svedese († 1919)
- 1855 - James Williamson, regista, direttore della fotografia e sceneggiatore scozzese († 1933)
- 1856 - Angelo Torchi, pittore italiano († 1915)
- 1857 - Alexandru C. Cuza, politico rumeno († 1947)
- 1857 - Stepan Grigor'evič Širjaev, rivoluzionario russo († 1881)
- 1859 - Julie Feurgard, pittrice francese († 1892)
- 1860 - Edward William Barton-Wright, imprenditore e artista marziale britannico († 1951)
- 1860 - Magdeleine Godard, violinista e docente francese († 1940)
- 1861 - Vittorio Fiorone, generale italiano († 1920)
- 1862 - Andrés Héctor Carvallo, politico paraguaiano († 1934)
- 1862 - Signe Hornborg, architetto finlandese († 1916)
- 1862 - James Edward Sullivan, dirigente sportivo e scrittore statunitense († 1914)
- 1863 - Pio Cellini, scultore italiano († 1930)
- 1863 - Frederick Hervey, IV marchese di Bristol, politico e ammiraglio britannico († 1951)
- 1863 - Eero Järnefelt, pittore e insegnante finlandese († 1937)
- 1863 - Otto Maraini, architetto e politico svizzero († 1944)
- 1863 - Julius Moser, entomologo tedesco († 1929)
- 1863 - Lauro Severiano Müller, politico, diplomatico e ingegnere militare brasiliano († 1926)
- 1863 - René Viviani, politico francese († 1925)
- 1864 - Vera Fëdorovna Komissarževskaja, attrice teatrale russa († 1910)
- 1864 - Benjamin Lincoln Robinson, botanico statunitense († 1935)
- 1866 - Herbert Austin, imprenditore britannico († 1941)
- 1867 - Émile Berchmans, pittore e illustratore belga († 1947)
- 1867 - Gottfried von Hohenlohe-Schillingsfürst, militare, diplomatico e politico austriaco († 1932)
- 1867 - Léon Houa, ciclista su strada e pilota automobilistico belga († 1918)
- 1867 - Eugenia Picco, religiosa e mistica italiana († 1921)
- 1868 - Joe Choynski, pugile statunitense († 1943)
- 1868 - Felix Hausdorff, matematico tedesco († 1942)
- 1868 - Arthur MacEvoy, crickettista britannico († 1904)
- 1868 - Carlo Montani, pittore, illustratore e giornalista italiano († 1936)
- 1869 - Diego Angeli, giornalista, scrittore e critico d'arte italiano († 1937)
- 1869 - Joseph Franklin Rutherford, predicatore e avvocato statunitense († 1942)
- 1869 - Raimondo Targetti, imprenditore e politico italiano († 1942)
- 1870 - Girolamo Furfaro, artista italiano († 1958)
- 1870 - Paul Joalland, ufficiale francese († 1940)
- 1870 - Jan Šrámek, politico cecoslovacco († 1956)
- 1872 - Lina Pasini Vitale, soprano italiano († 1959)
- 1872 - Georg Schnéevoigt, direttore d'orchestra e violoncellista finlandese († 1947)
- 1872 - Feliciano Viera, politico uruguaiano († 1927)
- 1873 - Aurelio Bacciarini, vescovo cattolico svizzero († 1935)
- 1873 - Louise Kirkby Lunn, contralto inglese († 1930)
- 1873 - Urbano Salvolini, medico italiano († 1951)
- 1873 - Pierre d'Hugues, schermidore francese († 1961)
- 1874 - Felipe Carrillo Puerto, giornalista, politico e rivoluzionario messicano († 1924)
- 1875 - John Brearley, calciatore e allenatore di calcio inglese († 1944)
- 1875 - Qiu Jin, rivoluzionaria e scrittrice cinese († 1907)
- 1875 - Franz Thorbecke, geografo tedesco († 1945)
- 1875 - Joseph Wauters, politico belga († 1929)
- 1876 - Louis Bernacchi, fisico, astronomo e esploratore belga († 1942)
- 1876 - Jean Puy, pittore e poeta francese († 1960)
- 1877 - Alessio I, monaco cristiano e arcivescovo ortodosso russo († 1970)
- 1877 - Anselmo Cessi, insegnante italiano († 1926)
- 1877 - Robert Homans, attore statunitense († 1947)
- 1878 - Charles Arentz, velista norvegese († 1968)
- 1878 - Dorothea Bate, paleontologa gallese († 1951)
- 1878 - Linda Cannetti, cantante lirica italiana († 1960)
- 1879 - Johann Ferdinand Mädler, calciatore tedesco
- 1879 - Edoardo Spasiano, prefetto e politico italiano († 1944)
- 1879 - Mabel Trunnelle, attrice statunitense († 1981)
- 1881 - Robert Esnault-Pelterie, ingegnere francese († 1957)
- 1881 - Jacob Fleck, regista, sceneggiatore e produttore cinematografico austriaco († 1953)
- 1881 - Clarence Gagnon, pittore e incisore canadese († 1942)
- 1882 - Ethel Clayton, attrice statunitense († 1966)
- 1882 - Hermann Kratz, calciatore svizzero († 1959)
- 1883 - Arnold Bax, compositore britannico († 1953)
- 1884 - Paolo Maroni, ammiraglio italiano († 1950)
- 1884 - Etelvoldo Pascolini, generale italiano († 1956)
- 1884 - Hermann Rorschach, psichiatra svizzero († 1922)
- 1885 - Eva Morris, supercentenaria britannica († 2000)
- 1885 - Oskar von Niedermayer, generale, docente e agente segreto tedesco († 1948)
- 1885 - Tomoyuki Yamashita, generale giapponese († 1946)
- 1886 - Gustavo Colonnetti, ingegnere, matematico e politico italiano († 1968)
- 1886 - Maurice Leturgie, ciclista su strada e pistard francese († 1959)
- 1887 - Dmytro Vitovs'kyj, militare e politico ucraino († 1919)
- 1887 - Chester Withey, attore, regista e sceneggiatore statunitense († 1939)
- 1888 - Gabriel Poix, canottiere francese († 1946)
- 1889 - Nina Agadžanova-Šutko, rivoluzionaria, sceneggiatrice e regista sovietica († 1974)
- 1889 - Aldo Cevenini, calciatore italiano († 1973)
- 1889 - Mihail Lascăr, generale e politico rumeno († 1959)
- 1889 - Giovanni Scheiwiller, editore e critico d'arte italiano († 1965)
- 1890 - Giannetto Bongiovanni, giornalista, scrittore e traduttore italiano († 1964)
- 1890 - Giuseppe Maggio, politico italiano († 1978)
- 1892 - Erminio Blotta, scultore italiano († 1976)
- 1892 - Francesco Rogadeo, ammiraglio italiano († 1985)
- 1893 - Georg Andersen, calciatore norvegese († 1974)
- 1893 - Aldo Gorio, calciatore italiano († 1915)
- 1893 - Lennart Hannelius, tiratore a segno finlandese († 1950)
- 1893 - Prajadhipok, sovrano thailandese († 1941)
- 1894 - Fritz Grau, bobbista tedesco († 1945)
- 1894 - Karl Löwrick, generale tedesco († 1945)
- 1895 - Paul Nelson, architetto francese († 1979)
- 1895 - Michelangelo Pappalardi, politico italiano († 1940)
- 1896 - Bucky Harris, giocatore di baseball e allenatore di baseball statunitense († 1977)
- 1896 - Giasone Tomassucci, liutaio italiano († 1976)
- 1897 - Dorothy Day, giornalista statunitense († 1980)
- 1897 - Kurt Regling, numismatico tedesco († 1935)
- 1898 - Katharine Mary Briggs, saggista, scrittrice e drammaturga inglese († 1980)
- 1898 - Eugene Forde, regista statunitense († 1986)
- 1898 - Karl von Le Suire, generale tedesco († 1954)
- 1899 - Pietro Giunti, politico italiano († 1969)
- 1899 - Rachel Holzer, attrice e regista teatrale australiana († 1998)
- 1899 - John Lindgren, fondista svedese († 1990)
- 1899 - Giovanni Battista Rebuffo, calciatore e allenatore di calcio italiano († 1966)
- 1899 - Rudolf Stanzel, allenatore di calcio austriaco († 1953)
- 1900 - József Eisenhoffer, calciatore e allenatore di calcio ungherese († 1945)
- 1900 - Margaret Mitchell, scrittrice e giornalista statunitense († 1949)
- 1900 - Mihailo Vukdragović, compositore e direttore d'orchestra serbo († 1967)

## XX secolo(819)
- 1901 - Wilhelm Ederle, medico e psichiatra tedesco († 1966)
- 1901 - Gheorghe Gheorghiu-Dej, politico rumeno († 1965)
- 1901 - Grete Heckscher, schermitrice danese († 1987)
- 1901 - Albert Streckeisen, geologo e mineralogista svizzero († 1998)
- 1901 - Arnaldo Tagliacozzo, calciatore italiano († 1944)
- 1901 - Angelo Vasta, dirigente sportivo italiano († 1962)
- 1901 - Xu Xiangqian, generale e politico cinese († 1990)
- 1902 - Vittorio Florio, calciatore italiano
- 1903 - Luigi Allemandi, dirigente sportivo, allenatore di calcio e calciatore italiano († 1978)
- 1903 - Anton Fredrik Klaveness, armatore norvegese († 1981)
- 1903 - Edoardo Mason, missionario e vescovo cattolico italiano († 1989)
- 1903 - Alfredo Piani, calciatore italiano († 1980)
- 1904 - Robert Degos, medico e dermatologo francese († 1987)
- 1904 - Luigi Musajo, chimico italiano († 1974)
- 1904 - Elio Pagani, allenatore di calcio e calciatore italiano († 1971)
- 1904 - Umberto Spadaro, attore italiano († 1981)
- 1905 - Tolomeo Faccendi, scultore italiano († 1970)
- 1905 - Gino Perani, calciatore italiano († 1982)
- 1905 - Adamae Vaughn, attrice statunitense († 1943)
- 1905 - Conrad Hal Waddington, biologo britannico († 1975)
- 1906 - Francesco Paolo Altamura, calciatore italiano
- 1906 - Giorgio Donato d'Assia-Darmstadt, principe tedesco († 1937)
- 1906 - Severiano Goiburu, calciatore e giocatore di palla basca spagnolo († 1982)
- 1906 - Hans Christian Svane Hansen, politico danese († 1960)
- 1906 - Herbert Sieronski, ciclista su strada tedesco († 1945)
- 1906 - Pietro Taverna, calciatore italiano († 1971)
- 1907 - Ernesto Botto, militare e aviatore italiano († 1984)
- 1907 - René Ledent, calciatore belga
- 1907 - Michail Ivanovič Rodionov, politico sovietico († 1950)
- 1908 - Alberto Erede, direttore d'orchestra italiano († 2001)
- 1908 - Martha Gellhorn, giornalista e scrittrice statunitense († 1998)
- 1908 - Leonetto Tintori, pittore, decoratore e restauratore italiano († 2000)
- 1909 - Marie-Madeleine Fourcade, partigiana e politica francese († 1989)
- 1909 - George Wells, sceneggiatore e produttore cinematografico statunitense († 2000)
- 1910 - Allan Carlsson, pugile svedese († 1983)
- 1910 - Austin Clapp, nuotatore e pallanuotista statunitense († 1971)
- 1910 - Denis Mahon, collezionista d'arte e storico dell'arte britannico († 2011)
- 1911 - Gino Bondavalli, pugile italiano († 1987)
- 1911 - Donald G. Fink, ingegnere elettrotecnico statunitense († 1996)
- 1911 - Erik Lindén, lottatore svedese († 1992)
- 1911 - Imre Rajczy, schermidore ungherese († 1978)
- 1911 - Robert Jackson, politico australiano († 1991)
- 1911 - Arend Schoemaker, calciatore olandese († 1982)
- 1911 - Dragomir Tošić, calciatore jugoslavo († 1985)
- 1912 - Gaetano Franco, militare italiano († 1937)
- 1912 - June Havoc, attrice statunitense († 2010)
- 1912 - Stylianos Pattakos, militare e politico greco († 2016)
- 1913 - Lou Ambers, pugile statunitense († 1995)
- 1913 - Emanuela di Dampierre, nobile italiana († 2012)
- 1913 - Ludwig Elsbett, inventore tedesco († 2003)
- 1913 - Micol Fontana, stilista e imprenditrice italiana († 2015)
- 1913 - Rudolf Harbig, mezzofondista e velocista tedesco († 1944)
- 1913 - Rinaldo Ossola, economista e politico italiano († 1990)
- 1913 - Robert Strauss, attore statunitense († 1975)
- 1914 - Jackie Brown, calciatore nordirlandese († 1990)
- 1914 - George Dantzig, matematico e statistico statunitense († 2005)
- 1914 - Norman Lloyd, attore, produttore televisivo e regista statunitense († 2021)
- 1914 - Frank McGuire, cestista e allenatore di pallacanestro statunitense († 1994)
- 1915 - Jože Borštnar, politico e militare sloveno († 1992)
- 1915 - Lamberto Gardelli, direttore d'orchestra italiano († 1998)
- 1916 - William Dalton, gesuita e biblista australiano († 2004)
- 1916 - Ugo Mursia, editore italiano († 1982)
- 1916 - Peter Weiss, scrittore e drammaturgo tedesco († 1982)
- 1917 - Fritz Kristoffersen, calciatore norvegese († 2005)
- 1917 - Evdokija Andreevna Nikulina, militare sovietica († 1993)
- 1918 - Silvana Lattmann, scrittrice e poetessa italiana († 2023)
- 1918 - Willy Leiser, scultore, pittore e illustratore svizzero († 1959)
- 1918 - Kazuo Sakamaki, militare giapponese († 1999)
- 1918 - Hermann Zapf, tipografo e calligrafo tedesco († 2015)
- 1919 - James Ackerman, storico statunitense († 2016)
- 1919 - Philip Julian Klass, giornalista e saggista statunitense († 2005)
- 1919 - Luigi Segre, imprenditore, ingegnere e pilota automobilistico italiano († 1963)
- 1920 - Luciano Gruppi, politico, scrittore e filosofo italiano († 2003)
- 1920 - Jorge Pacheco Areco, politico uruguaiano († 1998)
- 1920 - Esther Rolle, attrice e danzatrice statunitense († 1998)
- 1920 - Richard Tom, sollevatore cinese († 2007)
- 1920 - Gianni Toppan, calciatore italiano († 1987)
- 1920 - Eugênio de Araújo Sales, cardinale e arcivescovo cattolico brasiliano († 2012)
- 1921 - Jerome Hines, basso statunitense († 2003)
- 1921 - William Jordan, calciatore inglese († 2016)
- 1921 - Walter Mirisch, produttore cinematografico statunitense († 2023)
- 1921 - Gastone Renzelli, attore italiano († 1990)
- 1921 - Gene Saks, regista e attore statunitense († 2015)
- 1921 - Lenni Viitala, lottatore finlandese († 1966)
- 1922 - Christiaan Barnard, chirurgo sudafricano († 2001)
- 1922 - Cesare Fera, architetto e ingegnere italiano († 1995)
- 1922 - Ademir Marques de Menezes, calciatore brasiliano († 1996)
- 1922 - Ferdinand Panke, pallanuotista tedesco († 1996)
- 1923 - Erminio Bercarich, calciatore italiano († 1986)
- 1923 - Giovanni Castagnola, calciatore italiano († 2007)
- 1923 - Faiza Rauf, principessa egiziana († 1994)
- 1923 - Michel Evéquoz, schermidore svizzero († 2015)
- 1923 - Jack St. Clair Kilby, ingegnere elettrotecnico statunitense († 2005)
- 1923 - Fortunato Pasqualino, scrittore, drammaturgo e filosofo italiano († 2008)
- 1924 - Ferruccio Azzarini, calciatore e allenatore di calcio italiano († 2005)
- 1924 - Johnny Bower, hockeista su ghiaccio canadese († 2017)
- 1924 - Silvio Briard, calciatore italiano († 2017)
- 1924 - Ray Famechon, pugile francese († 1978)
- 1924 - Mario Faustinelli, fumettista italiano († 2006)
- 1924 - Joe Flynn, attore e doppiatore statunitense († 1974)
- 1924 - Robert Häusser, fotografo tedesco († 2013)
- 1924 - Dmitrij Timofeevič Jazov, generale e politico russo († 2020)
- 1924 - Mauro Tognoni, politico e sindacalista italiano († 1996)
- 1924 - Étienne Trocmé, biblista e teologo francese († 2002)
- 1924 - Radovan Vlajković, politico jugoslavo († 2001)
- 1925 - Asunción Balaguer, attrice spagnola († 2019)
- 1925 - Vittorio Bernardetto, vescovo cattolico italiano († 2001)
- 1925 - Jimmy Davidson, calciatore scozzese († 1996)
- 1926 - Gian Piero Bona, poeta, scrittore e traduttore italiano († 2020)
- 1926 - Darleane C. Hoffman, chimica statunitense
- 1926 - Ilio DiPaolo, wrestler italiano († 1995)
- 1926 - Eberhard Itzenplitz, regista tedesco († 2012)
- 1926 - Ľudovít Lačný, compositore di scacchi slovacco († 2019)
- 1926 - Filippo Marignoli, pittore italiano († 1995)
- 1926 - Giuseppe Matassoni, allenatore di calcio e ex calciatore italiano
- 1926 - Sergio Verderi, calciatore italiano († 2015)
- 1927 - Chris Connor, cantante statunitense († 2009)
- 1927 - Ken Dodd, comico e cantante britannico († 2018)
- 1927 - Giuseppe Giarrizzo, storico e politico italiano († 2015)
- 1927 - Nguyễn Khánh, politico, generale e ambasciatore vietnamita († 2013)
- 1927 - Samuel Irving Newhouse, imprenditore statunitense († 2017)
- 1927 - Patti Page, cantante statunitense († 2013)
- 1927 - Ivo Vinco, basso italiano († 2014)
- 1927 - Len Wills, calciatore inglese († 2010)
- 1928 - Marino Berengo, storico italiano († 2000)
- 1928 - Giovanni Franzoni, teologo e scrittore italiano († 2017)
- 1928 - Salvatore Frasca, politico italiano († 2021)
- 1928 - Ursula Haverbeck, attivista tedesca († 2024)
- 1928 - Eduard Hlawitschka, storico tedesco
- 1928 - Don Lofgran, cestista statunitense († 1976)
- 1928 - Pascasio Sola, calciatore argentino († 2002)
- 1928 - Natalie Zemon Davis, storica statunitense († 2023)
- 1929 - Oleg Ivanovič Borisov, attore russo († 1994)
- 1930 - Franco Bignotti, fumettista italiano († 1991)
- 1930 - Alberto Busignani, storico dell'arte, poeta e editore italiano († 2015)
- 1930 - Jesús Domingo, calciatore spagnolo († 2004)
- 1930 - Suat Mamat, calciatore turco († 2016)
- 1930 - Antonio Mercurio, antropologo, filosofo e teologo italiano († 2022)
- 1930 - Rino Possagno, arbitro di calcio italiano († 2016)
- 1930 - Alfred-Louis de Prémare, storico e orientalista francese († 2006)
- 1931 - Ron Bissett, cestista canadese († 2015)
- 1931 - Bruno Franceschina, calciatore italiano († 2025)
- 1931 - Darla Hood, attrice statunitense († 1979)
- 1931 - George Maciunas, artista e architetto lituano († 1978)
- 1931 - Nikolaj Minev, scacchista bulgaro († 2017)
- 1931 - Mihai Nedef, cestista e allenatore di pallacanestro romeno († 2017)
- 1931 - Jim Redman, pilota motociclistico rhodesiano
- 1931 - Paolo e Vittorio Taviani, regista e sceneggiatore italiano († 2024)
- 1931 - Günter Thorhauer, calciatore tedesco orientale († 2007)
- 1932 - Ben Bova, autore di fantascienza e sceneggiatore statunitense († 2020)
- 1932 - Stéphane Audran, attrice francese († 2018)
- 1932 - Andy Johnson, cestista statunitense († 2002)
- 1932 - Nicholas Kepros, attore statunitense († 2023)
- 1932 - Ugo Mifsud Bonnici, avvocato e politico maltese
- 1932 - Gordon Nutt, allenatore di calcio e calciatore inglese († 2014)
- 1933 - Peter Arundell, pilota automobilistico inglese († 2009)
- 1933 - Serguei, cantante, compositore e showman brasiliano († 2019)
- 1933 - Goffredo Matassi, doppiatore e attore italiano († 2020)
- 1933 - Ayako Wakao, attrice giapponese
- 1934 - Hans Antonsson, lottatore svedese († 2021)
- 1934 - Giorgio Canestri, politico italiano († 2022)
- 1934 - Jacqueline Cator, cestista francese († 2021)
- 1934 - Madeleine Cator, cestista francese († 2004)
- 1934 - Lothar Milde, ex discobolo tedesco
- 1934 - Eladio Rojas, calciatore cileno († 1991)
- 1935 - Alain Delon, attore, produttore cinematografico e cantante francese († 2024)
- 1935 - Dumitru Focșeneanu, bobbista rumeno († 2019)
- 1935 - Gary Jasgur, attore statunitense († 1994)
- 1935 - Alfonso López Trujillo, cardinale e arcivescovo cattolico colombiano († 2008)
- 1935 - Persia Woolley, scrittrice statunitense († 2017)
- 1936 - Claudio Bravo Camus, pittore cileno († 2011)
- 1936 - Philipp Fürst, ginnasta tedesco († 2014)
- 1936 - Edward Gibson, ex astronauta e ingegnere statunitense
- 1936 - King Hill, giocatore di football americano e allenatore di football americano statunitense († 2012)
- 1936 - Virna Lisi, attrice italiana († 2014)
- 1936 - Raffaele Minicucci, dirigente d'azienda italiano († 2001)
- 1937 - Peter Brabrook, calciatore inglese († 2016)
- 1937 - Roberto Fernando Frojuello, calciatore brasiliano († 2021)
- 1937 - Jozef Jankovič, scultore e pittore slovacco († 2017)
- 1937 - Randor Guy, saggista, giornalista e avvocato indiano († 2023)
- 1937 - Dragoslav Šekularac, calciatore e allenatore di calcio jugoslavo († 2019)
- 1937 - Nilo Zandanel, saltatore con gli sci e combinatista nordico italiano († 2015)
- 1938 - Driss Basri, politico marocchino († 2007)
- 1938 - Omar Caetano, calciatore uruguaiano († 2008)
- 1938 - Miraš Dedeić, arcivescovo ortodosso montenegrino
- 1938 - John Kilford, calciatore inglese († 2012)
- 1938 - Murtala Mohammed, politico e generale nigeriano († 1976)
- 1938 - Stefano Passigli, politologo e politico italiano
- 1938 - Bernardo Rogora, ex calciatore italiano
- 1938 - Satch Sanders, ex cestista e allenatore di pallacanestro statunitense
- 1938 - Salvatore Toscano, politico italiano († 1976)
- 1939 - Elgar Baeza, calciatore uruguaiano († 2020)
- 1939 - Villi Bossi, scultore italiano
- 1939 - Henning Christophersen, politico danese († 2016)
- 1939 - Franco Cipriani, giurista italiano († 2010)
- 1939 - Humberto Cruz, allenatore di calcio e ex calciatore cileno
- 1939 - Roman Jackiw, fisico polacco († 2023)
- 1939 - Laila Kinnunen, cantante finlandese († 2000)
- 1939 - Lothar Osiander, allenatore di calcio tedesco
- 1939 - Gaetano Pesce, scultore, designer e architetto italiano († 2024)
- 1939 - Giovanni Tegano, mafioso italiano († 2021)
- 1940 - Patrizia De Clara, attrice italiana
- 1940 - Hugh Evans, arbitro di pallacanestro e cestista statunitense († 2022)
- 1940 - Werner Fischer, velista austriaco († 2011)
- 1940 - Julio César Gómez, cestista uruguaiano († 2022)
- 1940 - Vincenzo Guerrazzi, pittore e scrittore italiano († 2012)
- 1940 - Charles Thomas Kowal, astronomo statunitense († 2011)
- 1940 - Emilio Lechner, ex slittinista italiano
- 1940 - Silvester Takač, allenatore di calcio e ex calciatore jugoslavo
- 1940 - Carlo Alberto Tregua, giornalista italiano
- 1940 - Semir Zeki, docente britannico
- 1941 - Franca Cattaneo, ex modella italiana
- 1941 - Minoru Harada, monaco buddista giapponese
- 1941 - Luigi Paleari, calciatore italiano († 2021)
- 1941 - Marija Pirjevec, storica, traduttrice e scrittrice italiana
- 1941 - Simon Standage, violinista e direttore d'orchestra britannico
- 1941 - Riccardo Terzi, sindacalista e politico italiano († 2015)
- 1942 - Vincent Gray, politico statunitense
- 1942 - Margaret Ladd, attrice statunitense
- 1942 - Sandro Mazzola, ex calciatore e dirigente sportivo italiano
- 1942 - Angela Nanetti, scrittrice italiana
- 1942 - Nilza Monte Garcia, cestista brasiliana († 2011)
- 1942 - Vittorio Pandolfi, giornalista italiano
- 1942 - Fernando Sorrentino, scrittore argentino
- 1943 - Franco Carrera, ex calciatore italiano
- 1943 - Luciano Dalla Bona, ex ciclista su strada italiano
- 1943 - Boaz Davidson, produttore cinematografico, regista e sceneggiatore israeliano
- 1943 - Mazarino De Petro, politico italiano
- 1943 - David Lee, ex giocatore di football americano statunitense
- 1943 - Peter Morris, allenatore di calcio e ex calciatore inglese
- 1943 - Martin Peters, calciatore e allenatore di calcio inglese († 2019)
- 1943 - Andon Zaho, ex calciatore albanese
- 1944 - Bonnie Bramlett, cantante statunitense
- 1944 - István Nemere, scrittore e esperantista ungherese († 2024)
- 1944 - Andreas Sprecher, ex sciatore alpino svizzero
- 1944 - Carlos Steel, filosofo belga
- 1945 - Abdelaziz Belkhadem, politico algerino
- 1945 - Arduino Cantafora, pittore e architetto italiano
- 1945 - Antonio Carattoni, politico sammarinese
- 1945 - Nancy F. Cott, storica statunitense
- 1945 - Joseph James DeAngelo, serial killer statunitense
- 1945 - Sergio Alfredo Gualberti Calandrina, arcivescovo cattolico e missionario italiano
- 1945 - Dennis Moore, politico e avvocato statunitense († 2021)
- 1945 - Vincent Nichols, cardinale e arcivescovo cattolico britannico
- 1945 - Angela Scoular, attrice britannica († 2011)
- 1946 - Cristián Contreras Molina, vescovo cattolico cileno
- 1946 - John Farrar, musicista e compositore australiano
- 1946 - Andrea Giubilo, giornalista italiano
- 1946 - Guus Hiddink, ex calciatore, allenatore di calcio e dirigente sportivo olandese
- 1946 - Roger Jones, allenatore di calcio e ex calciatore inglese
- 1946 - Stanislav Karasi, allenatore di calcio e ex calciatore jugoslavo
- 1946 - Louiselle, cantante italiana († 2024)
- 1946 - Salvatore Sarno, velista italiano
- 1946 - Bjarne Strand, ex sciatore alpino norvegese
- 1946 - Alexander Varshavsky, biochimico e insegnante russo
- 1946 - Roy Wood, cantante, bassista e polistrumentista britannico
- 1947 - Hervé Cristiani, cantautore e chitarrista francese († 2014)
- 1947 - Giorgio Francia, ex pilota automobilistico italiano
- 1947 - Kinga Göncz, psichiatra e politica ungherese
- 1947 - Göran Hagberg, calciatore svedese († 2024)
- 1947 - Anton Kehle, hockeista su ghiaccio tedesco († 1997)
- 1947 - Tadaaki Otaka, direttore d'orchestra giapponese
- 1947 - Paolo Prestigiacomo, scrittore e poeta italiano († 1992)
- 1947 - Minnie Riperton, cantautrice statunitense († 1979)
- 1947 - Margaret Seddon, ex astronauta e medico statunitense
- 1947 - Marianne Wiggins, scrittrice statunitense
- 1948 - Elmar Beierstettel, schermidore tedesco († 1985)
- 1948 - Wilmo Francioni, ex ciclista su strada italiano
- 1948 - Dale Gardner, astronauta statunitense († 2014)
- 1948 - Dan Hester, cestista statunitense († 2023)
- 1948 - Fred Newhouse, velocista statunitense († 2025)
- 1948 - Leone Pizzini, ex ciclista su strada italiano
- 1948 - Alex Pringle, ex calciatore scozzese
- 1948 - Volodymyr Veremjejev, ex calciatore sovietico
- 1949 - Biagio Abrate, generale italiano
- 1949 - Steve Bolton, chitarrista britannico
- 1949 - Gianni Bono, storico italiano
- 1949 - Guido Melis, politico e storico italiano
- 1949 - Russell Mittermeier, antropologo e zoologo statunitense
- 1949 - Bonnie Raitt, cantante e chitarrista statunitense
- 1949 - Eduardo Ramos, ex calciatore messicano
- 1949 - Cor Vriend, ex maratoneta olandese
- 1950 - Piero Camilli, imprenditore, politico e dirigente sportivo italiano
- 1950 - Lou Leon Guerrero, politica e banchiere statunitense
- 1950 - Franco Origone, fumettista e illustratore italiano († 2014)
- 1950 - Guido Tonelli, fisico, divulgatore scientifico e saggista italiano
- 1951 - Gerald Alston, cantante statunitense
- 1951 - Alfredo Astiz, militare e criminale argentino
- 1951 - Michele De Lucchi, designer e architetto italiano
- 1951 - Marco Donadoni, autore di giochi italiano
- 1951 - Vittorio Ferracini, ex cestista italiano
- 1951 - Sándor Gujdár, ex calciatore ungherese
- 1951 - Wilbur Holland, cestista statunitense († 2022)
- 1951 - Win Myint, politico birmano
- 1951 - François Petit, attore francese
- 1951 - John Spike, storico dell'arte statunitense
- 1951 - Maureen Van Zandt, attrice statunitense
- 1951 - Ra'ad al-Hamdani, generale iracheno
- 1952 - José Arregui, teologo spagnolo
- 1952 - Vincenzo Barone, chimico italiano
- 1952 - Terry Burton, allenatore di calcio e ex calciatore inglese
- 1952 - Guy Delage, ingegnere e nuotatore francese
- 1952 - Miguel Oswaldo González, ex calciatore argentino
- 1952 - Christie Hefner, editrice e imprenditrice statunitense
- 1952 - Galina Mezenceva, ballerina russa
- 1952 - Jan Raas, ex ciclista su strada, pistard e dirigente sportivo olandese
- 1952 - Steven John Raica, vescovo cattolico statunitense
- 1952 - Collis Temple, ex cestista statunitense
- 1952 - Maura Tombelli, astronoma italiana
- 1952 - Paolo Trovato, filologo e linguista italiano
- 1952 - Alfre Woodard, attrice statunitense
- 1953 - Marco Balestri, autore televisivo, conduttore televisivo e conduttore radiofonico italiano
- 1953 - Giōrgos Foiros, allenatore di calcio e ex calciatore greco
- 1953 - Sandro Ghiani, attore, sceneggiatore e regista teatrale italiano
- 1953 - John Musker, regista, sceneggiatore e produttore cinematografico statunitense
- 1953 - Paul Poaniewa, ex altista francese
- 1953 - Maria Rizzotti, politica italiana
- 1953 - Giōrgos Stathakīs, politico greco
- 1953 - Bahram Tavakoli, pallanuotista iraniano
- 1954 - David Bret, scrittore e giornalista francese
- 1954 - Chuck Cooper, attore e cantante statunitense
- 1954 - Aristides Gomes, politico guineense
- 1954 - Kazuo Ishiguro, scrittore britannico
- 1954 - Rickie Lee Jones, cantante, compositrice e musicista statunitense
- 1954 - Bill Joy, informatico statunitense
- 1954 - Attilio Armando Lombardi, militare italiano († 1974)
- 1954 - Gianfranco Pacchioni, chimico italiano
- 1954 - Athanasios Pafilīs, politico greco
- 1954 - Ismo Villa, hockeista su ghiaccio finlandese († 2014)
- 1955 - Patricia Barber, cantante, pianista e compositrice statunitense
- 1955 - Alessandro Bottacchiari, ex rugbista a 15 italiano
- 1955 - John Carroll, allenatore di pallacanestro statunitense
- 1955 - Magica Aidan, cantante italiana († 2016)
- 1955 - Jacques N'Guea, calciatore camerunese († 2022)
- 1955 - Martin Walsh, montatore britannico
- 1956 - Libero Angelico, criminale italiano
- 1956 - Mari Boine, cantante norvegese
- 1956 - Richard Curtis, sceneggiatore, produttore televisivo e produttore cinematografico britannico
- 1956 - Ignacio Francisco Ducasse Medina, arcivescovo cattolico cileno
- 1956 - Ángeles Liboreiro, ex cestista spagnola
- 1956 - Paolo Nani, attore teatrale e regista teatrale italiano
- 1957 - Paolo Cherchi Usai, critico cinematografico e saggista italiano
- 1957 - Jane Colebrook, ex mezzofondista britannica
- 1957 - Alan Curbishley, allenatore di calcio e ex calciatore inglese
- 1957 - Robert Fremr, magistrato ceco
- 1957 - Anca Grigoraș, ex ginnasta rumena
- 1957 - Geoff Huston, ex cestista statunitense
- 1957 - Tim Shaw, ex nuotatore e ex pallanuotista statunitense
- 1957 - Ambrogio Sparagna, musicista e etnomusicologo italiano
- 1957 - John J. Strauss, sceneggiatore statunitense
- 1957 - Porl Thompson, chitarrista inglese
- 1958 - Gerolf Annemans, politico belga
- 1958 - John Brancato e Michael Ferris, sceneggiatore statunitense
- 1958 - Don Byron, compositore e polistrumentista statunitense
- 1958 - Franco Moreno, cantautore italiano
- 1958 - Mauro Chianale, politico italiano
- 1958 - Paolo Condò, giornalista e opinionista italiano
- 1958 - Torkil Damhaug, scrittore norvegese
- 1958 - Phil Fondacaro, attore statunitense
- 1958 - Yoav Gallant, generale e politico israeliano
- 1958 - Aden Gillett, attore britannico
- 1958 - Gerald Mortag, pistard tedesco († 2023)
- 1958 - Riccardo Piatti, allenatore di tennis italiano
- 1958 - Torben Skjødt Jensen, regista danese
- 1958 - Jeff Speakman, artista marziale e attore statunitense
- 1958 - Paola Zannoner, scrittrice, critica letteraria e blogger italiana
- 1959 - Pierre Bressant, ex cestista e allenatore di pallacanestro francese
- 1959 - Greg Burke, giornalista statunitense
- 1959 - Angelos Chaniōtīs, storico greco
- 1959 - Marc Chorney, ex hockeista su ghiaccio canadese
- 1959 - Fabio Ciaponi, ex maratoneta e fondista di corsa in montagna italiano
- 1959 - Ferdinand Grapperhaus, politico olandese
- 1959 - Franz Gruber, ex sciatore alpino austriaco
- 1959 - Chi Chi LaRue, ex attrice pornografica statunitense
- 1959 - Don McManus, attore statunitense
- 1959 - Tom Novembre, attore, cantante e doppiatore francese
- 1959 - Selçuk Yula, calciatore turco († 2013)
- 1960 - Elizabeth Avellán, produttrice cinematografica venezuelana
- 1960 - Anne Dorval, attrice e doppiatrice canadese
- 1960 - Al Festa, regista, compositore e sceneggiatore italiano
- 1960 - Dragan Kanatlarovski, allenatore di calcio e ex calciatore macedone
- 1960 - Zoran Lemajić, allenatore di calcio e ex calciatore montenegrino
- 1960 - Oleg Menšikov, attore, regista e produttore teatrale russo
- 1960 - Michael Nyqvist, attore svedese († 2017)
- 1961 - Rustem Adagamov, giornalista e fotografo russo
- 1961 - Micky Adams, ex calciatore e allenatore di calcio inglese
- 1961 - Marco Bergonzoni, ex cestista italiano
- 1961 - Joanne Bradshaw, ex atleta paralimpica australiana
- 1961 - John Costelloe, attore statunitense († 2008)
- 1961 - Leif Garrett, attore e cantante statunitense
- 1961 - Alexis Mendoza, allenatore di calcio e ex calciatore colombiano
- 1961 - Roberto Stocchi, doppiatore, direttore del doppiaggio e attore italiano
- 1962 - Laurent Hilaire, ballerino francese
- 1962 - Joe Lombardo, politico statunitense
- 1962 - Aurelio Mancuso, politico italiano
- 1962 - Nail' Muchamed'jarov, ex sollevatore sovietico
- 1962 - Christa Puschmann, ex sciatrice alpina austriaca
- 1962 - Delaney Rudd, ex cestista statunitense
- 1962 - Carsten Sänger, allenatore di calcio e ex calciatore tedesco orientale
- 1962 - Marco Silvestroni, politico italiano
- 1963 - Hesham Khalil, ex cestista egiziano
- 1963 - Russell Malone, chitarrista statunitense († 2024)
- 1963 - Mario Neuhäuser, ex calciatore tedesco orientale
- 1963 - Hugo Ernesto Pérez, allenatore di calcio e ex calciatore salvadoregno
- 1963 - Ian Rickson, regista teatrale e direttore artistico britannico
- 1964 - Daniel Aceves, ex lottatore messicano
- 1964 - Paolo Antonio Ascierto, oncologo italiano
- 1964 - Steve Caballero, skater statunitense
- 1964 - Nello Daniele, musicista, cantautore e chitarrista italiano
- 1964 - John Foot, storico britannico
- 1964 - Sagarika Ghose, giornalista e scrittrice indiana
- 1964 - Mark Green, politico statunitense
- 1964 - Jimmy Murrison, chitarrista britannico
- 1964 - Hilde Gjermundshaug Pedersen, ex fondista norvegese
- 1964 - Pierre Salvadori, regista, sceneggiatore e attore francese
- 1964 - Michele Uva, dirigente sportivo italiano
- 1964 - Elias Vacca, politico e avvocato italiano
- 1965 - Craig Chester, attore, sceneggiatore e regista statunitense
- 1965 - Lonnie Gordon, cantautrice statunitense
- 1965 - Mini Jakobsen, dirigente sportivo e ex calciatore norvegese
- 1965 - Gabriela Kiss, ex cestista rumena
- 1965 - Bart Latuheru, ex calciatore olandese
- 1965 - Tore Løvland, ex calciatore norvegese
- 1965 - Monica Susanna Mezzadri, pattinatrice artistica a rotelle italiana
- 1965 - Robert Morris, informatico, imprenditore e hacker statunitense
- 1965 - Patricia Poleo, giornalista venezuelana
- 1965 - Luca Vitalesta, schermidore italiano
- 1966 - Carlos Jorge, ex calciatore portoghese
- 1966 - Bradley Gregg, attore statunitense
- 1966 - Marco Pontecorvo, direttore della fotografia e regista italiano
- 1966 - Gordon Ramsay, cuoco, personaggio televisivo e imprenditore britannico
- 1966 - Gustavo Sánchez Parra, attore messicano
- 1967 - José Luis Caminero, dirigente sportivo e ex calciatore spagnolo
- 1967 - Giulio Delfino, giornalista italiano
- 1967 - Andrea Muzzi, attore e regista italiano
- 1967 - Courtney Thorne-Smith, attrice statunitense
- 1967 - Kamar de los Reyes, attore portoricano († 2023)
- 1968 - Dean Holdsworth, allenatore di calcio e ex calciatore britannico
- 1968 - Olof van der Meulen, ex pallavolista olandese
- 1968 - Sergio Porrini, allenatore di calcio e ex calciatore italiano
- 1968 - Parker Posey, attrice statunitense
- 1968 - Anders Rasmussen, pilota motociclistico danese
- 1968 - Cecilia Salvioli, ex schermitrice italiana
- 1968 - Zara Whites, ex attrice pornografica, blogger e attivista olandese
- 1969 - Giacomo Cavillier, archeologo e egittologo italiano
- 1969 - Rachel Bay Jones, attrice e cantante statunitense
- 1969 - Daniela Kerkelova, ex sollevatrice bulgara
- 1969 - Bryan Sallier, ex cestista statunitense
- 1969 - Jonathan Slavin, attore statunitense
- 1969 - Giovanna Taviani, regista, saggista e critica letteraria italiana
- 1969 - Giuliano Taviani, compositore italiano
- 1969 - Roxana Zal, attrice e stilista statunitense
- 1970 - Tom Anderson, imprenditore statunitense
- 1970 - José Borrelli, ex calciatore argentino
- 1970 - Widodo Cahyono Putro, allenatore di calcio e ex calciatore indonesiano
- 1970 - Kim Tae-young, allenatore di calcio e ex calciatore sudcoreano
- 1970 - Diana King, cantante giamaicana
- 1970 - Johann Mühlegg, ex fondista tedesco
- 1970 - Nadir Poletto, presbitero brasiliano
- 1970 - José Francisco Porras, ex calciatore costaricano
- 1970 - Peter Tramacchi, ex tennista australiano
- 1971 - Carlos Atanes, regista, sceneggiatore e drammaturgo spagnolo
- 1971 - Iveta Farkašová, ex cestista slovacca
- 1971 - Svein Inge Haagenrud, allenatore di calcio e ex calciatore norvegese
- 1971 - Andrea Maghelli, allenatore di pallacanestro italiano
- 1971 - Angela Marzullo, regista, performance artist e attivista svizzera
- 1971 - Gonzalo Menendez, attore statunitense
- 1971 - Said Moumane, ex giocatore di calcio a 5 olandese
- 1971 - Michele Pontrandolfo, esploratore italiano
- 1971 - Sami Repo, ex fondista finlandese
- 1971 - Twan Scheepers, allenatore di calcio e ex calciatore olandese
- 1971 - Tech N9ne, rapper statunitense
- 1972 - Pierangela Baronchelli, ex fondista di corsa in montagna e siepista italiana
- 1972 - Tony Blescia, cantautore italiano
- 1972 - Rafael Díaz Justo, ex ciclista su strada spagnolo
- 1972 - Chris Fydler, ex nuotatore australiano
- 1972 - Vasilij Ivanov, ex nuotatore sovietico
- 1972 - Aksel V. Johannesen, politico faroese
- 1972 - Giancarlo Marcaccini, ex cestista statunitense
- 1972 - Gretchen Mol, attrice e ex modella statunitense
- 1972 - Leonardo Sgavetti, musicista, fisarmonicista e pianista italiano
- 1972 - Marcus Stewart, allenatore di calcio e ex calciatore inglese
- 1973 - Frédéric Brando, ex calciatore francese
- 1973 - Dante Calabria, ex cestista e allenatore di pallacanestro statunitense
- 1973 - Roberto Chiappara, allenatore di calcio e ex calciatore italiano
- 1973 - Florence Foresti, attrice francese
- 1973 - Iñigo Idiakez, allenatore di calcio e ex calciatore spagnolo
- 1973 - František Kaberle, ex hockeista su ghiaccio ceco
- 1973 - Dennis Lota, calciatore zambiano († 2014)
- 1973 - Jesse Marsch, allenatore di calcio e ex calciatore statunitense
- 1973 - Sven Mikser, politico estone
- 1973 - Jennifer O'Connor, cantautrice statunitense
- 1973 - Marta Rezoagli, ex cestista italiana
- 1973 - JT the Bigga Figga, rapper e produttore discografico statunitense
- 1973 - Miodrag Vukotić, allenatore di calcio e ex calciatore montenegrino
- 1973 - Mar Xantal, ex cestista spagnola
- 1973 - Takahiro Yoshikawa, pianista giapponese
- 1973 - Marat Zakirov, ex pallanuotista russo
- 1974 - Mutaz Abdulla, ex calciatore emiratino
- 1974 - Justin Bishop, rugbista a 15 e allenatore di rugby a 15 irlandese
- 1974 - Joshua Ferris, scrittore statunitense
- 1974 - Penelope Heyns, ex nuotatrice sudafricana
- 1974 - Anna Ippoliti, ex cestista italiana
- 1974 - Masashi Kishimoto, fumettista e character designer giapponese
- 1974 - Seishi Kishimoto, fumettista giapponese
- 1974 - Raymond Kvisvik, calciatore norvegese
- 1974 - Gian Maria Mossa, banchiere e dirigente d'azienda italiano
- 1974 - Matthew Rhys, attore britannico
- 1974 - Rachid Rokki, allenatore di calcio e ex calciatore marocchino
- 1975 - Ángel Corella, ex ballerino e direttore artistico spagnolo
- 1975 - Brevin Knight, ex cestista statunitense
- 1975 - José Manuel Pinto, ex calciatore spagnolo
- 1975 - Nicola Pisaniello, tenore italiano
- 1975 - Tara Reid, attrice, personaggio televisivo e produttrice cinematografica statunitense
- 1975 - Gioia Spaziani, attrice italiana
- 1975 - Alena Vašková, ex tennista ceca
- 1975 - Tim Walter, allenatore di calcio e ex calciatore tedesco
- 1976 - Jawhar Mnari, ex calciatore tunisino
- 1976 - Lior Narkis, cantante israeliano
- 1976 - Karolina Ramqvist, scrittrice e giornalista svedese
- 1977 - Yusup Abdusalomov, lottatore tagiko
- 1977 - Yu Aida, fumettista giapponese
- 1977 - Jully Black, cantante canadese
- 1977 - Nadia Ejjafini, mezzofondista e maratoneta marocchina
- 1977 - Craig Joubert, arbitro di rugby a 15 sudafricano
- 1977 - Khia, rapper statunitense
- 1977 - Claudia Moreno, modella venezuelana
- 1977 - Bédel Moyimbouabéka, ex calciatore della Repubblica del Congo
- 1977 - Mounif Nehmeh, architetto libanese
- 1977 - Nick Punto, ex giocatore di baseball statunitense
- 1977 - Tiffani Wood, cantante australiana
- 1978 - Shahram Amiri, fisico iraniano († 2016)
- 1978 - Jennifer Banko, attrice statunitense
- 1978 - Ayeni Bosun, ex calciatore nigeriano
- 1978 - Tim de Cler, ex calciatore olandese
- 1978 - Emeka Erege, ex cestista nigeriano
- 1978 - Maurice Evans, ex cestista statunitense
- 1978 - Nate Holland, ex snowboarder statunitense
- 1978 - Júlio Sérgio, allenatore di calcio e ex calciatore brasiliano
- 1978 - Ali Karimi, ex calciatore e allenatore di calcio iraniano
- 1978 - Shyne, rapper beliziano
- 1978 - Keir O'Donnell, attore, sceneggiatore e produttore cinematografico australiano
- 1978 - Brendon Polyblank, ex cestista e allenatore di pallacanestro neozelandese
- 1978 - Martin Vozábal, ex calciatore ceco
- 1979 - Ömer Rıza, allenatore di calcio e ex calciatore turco
- 1979 - Andrea Benatti, ex rugbista a 15 italiano
- 1979 - Salvatore Cascio, attore e personaggio televisivo italiano
- 1979 - Matteo Cicchitti, musicista italiano
- 1979 - Chris Davis, ex giocatore di football americano statunitense
- 1979 - Aaron Hughes, ex calciatore nordirlandese
- 1979 - Hurula, cantante svedese
- 1979 - Marco Marangoni, ex cestista italiano
- 1979 - Takahiro Masukawa, ex calciatore giapponese
- 1979 - Corinne Maîtrejean, ex schermitrice francese
- 1979 - Mozart, allenatore di calcio e ex calciatore brasiliano
- 1979 - Simone Origone, sciatore di velocità italiano
- 1979 - Dania Ramírez, attrice e modella dominicana
- 1979 - Mike Rumph, ex giocatore di football americano statunitense
- 1979 - Paul Sackey, rugbista a 15 britannico
- 1979 - Vladimir Shishelov, ex calciatore uzbeko
- 1979 - Derek Tsang, attore e regista cinese
- 1979 - Liz White, attrice britannica
- 1979 - Adem Ören, ex cestista turco
- 1980 - Geraldo Alves, ex calciatore portoghese
- 1980 - Matteo Angioletti, ex ginnasta italiano
- 1980 - Sebastián Battaglia, allenatore di calcio e ex calciatore argentino
- 1980 - Simone Bonomi, allenatore di calcio e ex calciatore italiano
- 1980 - Josip Colina, ex calciatore bosniaco
- 1980 - Mohammed Gholam, ex calciatore qatariota
- 1980 - Laura Jane Grace, cantante e musicista statunitense
- 1980 - Marco Grimaldi, politico italiano
- 1980 - Diomansy Kamara, ex calciatore senegalese
- 1980 - Luís Fabiano, ex calciatore brasiliano
- 1980 - Brooke Lyons, attrice e scrittrice statunitense
- 1980 - Bruno Ntep, taekwondoka francese
- 1980 - Ádám Steinmetz, ex pallanuotista ungherese
- 1980 - Dime Tasovski, cestista macedone
- 1980 - Bledar Vashaku, ex calciatore albanese
- 1980 - Ana Vidović, chitarrista croata
- 1981 - Jéssica Augusto, mezzofondista, siepista e maratoneta portoghese
- 1981 - Choi Won-kwon, calciatore sudcoreano
- 1981 - Joe Cole, allenatore di calcio e ex calciatore inglese
- 1981 - Taylor Coppenrath, ex cestista statunitense
- 1981 - Emanuela, cantante bulgara
- 1981 - Bradley Davis, ex calciatore statunitense
- 1981 - Jocelin Donahue, attrice statunitense
- 1981 - Omar Jawo, ex calciatore svedese
- 1981 - Juby Johnson, ex cestista statunitense
- 1981 - Gilbert Kaburu, ex nuotatore ugandese
- 1981 - Yann Kermorgant, ex calciatore francese
- 1981 - Cătălin Popa, arbitro di calcio rumeno
- 1981 - Brian Rast, giocatore di poker statunitense
- 1981 - Azura Skye, attrice statunitense
- 1981 - Dana Swanson, cantante, attrice e sceneggiatrice statunitense
- 1981 - Orion Weiss, pianista statunitense
- 1982 - Ted DiBiase Jr., ex wrestler statunitense
- 1982 - Lynndie England, criminale di guerra e ex militare statunitense
- 1982 - Susan Francia, canottiera ungherese
- 1982 - Eleonora Giovanardi, attrice italiana
- 1982 - Mika Kallio, pilota motociclistico finlandese
- 1982 - DJ Gengis, disc jockey e beatmaker italiano
- 1982 - Melanie Melfort, ex altista tedesca
- 1982 - Francesco Molinari, golfista italiano
- 1982 - Lauren Oliver, scrittrice statunitense
- 1982 - Rodrigo Romero, ex calciatore paraguaiano
- 1982 - Ethan Juan, attore e modello taiwanese
- 1982 - Aisa Senda, cantante, attrice e conduttrice televisiva giapponese
- 1982 - Sam Sparro, cantante, compositore e produttore discografico australiano
- 1983 - Karolina Chlewińska, schermitrice polacca
- 1983 - Sinan Güler, cestista turco
- 1983 - Régis Koundjia, ex cestista centrafricano
- 1983 - Katharina Molitor, giavellottista tedesca
- 1983 - Remko Pasveer, calciatore olandese
- 1983 - Pavel Pogrebnjak, ex calciatore russo
- 1983 - Chris Rankin, attore neozelandese
- 1983 - Sebastián Soria, calciatore uruguaiano
- 1983 - Federica Vincenti, produttrice cinematografica, musicista e produttrice teatrale italiana
- 1983 - Blanka Vlašić, ex altista croata
- 1983 - Mike Williamson, allenatore di calcio e ex calciatore inglese
- 1984 - Marc Gini, ex sciatore alpino svizzero
- 1984 - Keith Lee, wrestler statunitense
- 1984 - Yōko Mitsuya, attrice e modella giapponese
- 1984 - Daynellis Montejo, taekwondoka cubana
- 1984 - Patricia Polifka, ex bobbista, ex ostacolista e ex multiplista tedesca
- 1984 - Loni Qaraba, calciatore salomonese
- 1984 - Bojan Vručina, calciatore croato
- 1984 - Darryl Watkins, ex cestista statunitense
- 1984 - Lorenzo Williams, ex cestista statunitense
- 1985 - Magda Apanowicz, attrice canadese
- 1985 - Antonio Aquilanti, allenatore di calcio e ex calciatore italiano
- 1985 - Mark Asper, giocatore di football americano statunitense
- 1985 - Vincent Bessat, ex calciatore francese
- 1985 - Leticia Boscacci, pallavolista argentina
- 1985 - Liam Coen, allenatore di football americano statunitense
- 1985 - Dimitri Jiriakov, ex ciclista su strada russo
- 1985 - Miguel Marcos Madera, ex calciatore spagnolo
- 1985 - Jack Osbourne, personaggio televisivo britannico
- 1985 - Fraser Patrick, giocatore di snooker scozzese
- 1985 - Stella Pulpo, blogger e scrittrice italiana
- 1985 - Tyla Rattray, pilota motociclistico sudafricano
- 1985 - Conrado Sampaio, giocatore di calcio a 5 brasiliano
- 1985 - Akselis Vairogs, allenatore di pallacanestro e ex cestista lettone
- 1985 - Clothilde Weyrich, ex sciatrice alpina francese
- 1986 - Miguel Ángel Castillo, calciatore panamense
- 1986 - Pauline Clément, attrice francese
- 1986 - Ibrahim Gnanou, ex calciatore burkinabé
- 1986 - Kevin Haslam, giocatore di football americano statunitense
- 1986 - Kaniehtiio Horn, attrice canadese
- 1986 - Patricia Mayr-Achleitner, ex tennista austriaca
- 1986 - Bojan Pavlović, calciatore serbo
- 1986 - Jamie Roberts, rugbista a 15 e medico britannico
- 1986 - Aaron Swartz, programmatore, scrittore e attivista statunitense († 2013)
- 1986 - İlkin Şahbazov, taekwondoka azero
- 1987 - Édgar Benítez, calciatore paraguaiano
- 1987 - Sam Bradford, giocatore di football americano statunitense
- 1987 - Víctor Córdoba, ex calciatore colombiano
- 1987 - Julio Domínguez, calciatore messicano
- 1987 - Jonathan Gibson, cestista statunitense
- 1987 - Eduardo Gurbindo, pallamanista spagnolo
- 1987 - Kazuchika Okada, wrestler giapponese
- 1987 - Ronnie Reniers, ex calciatore olandese
- 1987 - Kostadin Zahov, calciatore macedone
- 1987 - Mohd Faiz Subri, calciatore malese
- 1988 - Makwan Amirkhani, artista marziale misto finlandese
- 1988 - Matt Braly, scrittore, animatore e regista statunitense
- 1988 - Busiswa, cantante sudafricana
- 1988 - Jennifer Cerquera, nuotatrice artistica colombiana
- 1988 - Jan-Philip Glania, ex nuotatore tedesco
- 1988 - Yasmani Grandal, giocatore di baseball cubano
- 1988 - Jeremy Kerley, giocatore di football americano statunitense
- 1988 - Jared Kusnitz, attore statunitense
- 1988 - Jessica Lowndes, attrice e cantautrice canadese
- 1988 - Chris McNally, attore canadese
- 1988 - Dan Mori, calciatore israeliano
- 1988 - Simone Sancioni, pilota motociclistico italiano
- 1988 - Sven Schipplock, ex calciatore tedesco
- 1988 - Andrejs Šeļakovs, cestista lettone
- 1988 - Graeme Thomas, canottiere britannico
- 1988 - Malcolm Thomas, cestista statunitense
- 1988 - Jeroen Veldmate, ex calciatore olandese
- 1989 - Toufic Ali, calciatore palestinese
- 1989 - Othoniel Arce, calciatore messicano
- 1989 - Kadeem Coleby, cestista bahamense
- 1989 - Víctor Cosme, pallavolista portoricano
- 1989 - Nia DaCosta, regista e sceneggiatrice statunitense
- 1989 - Lindani Dlamini, principe e politico swazilandese
- 1989 - Mohamad Haidar, calciatore libanese
- 1989 - Jonathan Meeks, giocatore di football americano statunitense
- 1989 - Kalle Leinonen, ex sciatore freestyle finlandese
- 1989 - Sanni Leinonen, ex sciatrice alpina finlandese
- 1989 - Marcos Liendo, allenatore di pallavolo e ex pallavolista venezuelano
- 1989 - Toure' Murry, ex cestista statunitense
- 1989 - SZA, cantautrice statunitense
- 1989 - Morgan Schneiderlin, ex calciatore francese
- 1989 - Giancarlo Stanton, giocatore di baseball statunitense
- 1989 - Adam White, pallavolista australiano
- 1989 - Han Xing, tennistavolista della Repubblica del Congo
- 1989 - Can Yaman, attore e modello turco
- 1990 - Max Angioni, comico, conduttore televisivo e cabarettista italiano
- 1990 - Ken Bishop, giocatore di football americano statunitense
- 1990 - Qairat Eraliev, pugile kazako
- 1990 - Yílmar Filigrana, calciatore colombiano
- 1990 - Sacha Jones, ex tennista neozelandese
- 1990 - Spencer Long, ex giocatore di football americano statunitense
- 1990 - Mike Moser, ex cestista e allenatore di pallacanestro statunitense
- 1990 - Pak Chol, maratoneta nordcoreano
- 1990 - Anderson Plata, calciatore colombiano
- 1990 - Denise Rosenthal, cantante e attrice cilena
- 1990 - Cătălin Savin, calciatore rumeno
- 1990 - Aleksandr Žеrеbcov, cosmonauta russo
- 1991 - Lucas Javier Acevedo, calciatore argentino
- 1991 - Elinor Crawley, attrice britannica
- 1991 - Maria Ficzay, calciatrice rumena
- 1991 - Akihiko Fujita, giocatore di go giapponese
- 1991 - Austin Hollins, cestista statunitense
- 1991 - Jazzara Jaslyn, attrice sudafricana
- 1991 - Milan Jurdík, calciatore slovacco
- 1991 - Nikola Kalinić, cestista serbo
- 1991 - Filip Knežević, calciatore serbo
- 1991 - Kevin Luron, triplista francese
- 1991 - Riker Lynch, cantante, bassista e attore statunitense
- 1991 - Jessie Magdaleno, pugile statunitense
- 1991 - Riccardo Stacchiotti, ex ciclista su strada italiano
- 1991 - Su Xinyue, discobola cinese
- 1991 - Jason Waterhouse, velista australiano
- 1992 - Faissal El Bakhtaoui, calciatore francese
- 1992 - Giuseppe Gerratana, siepista italiano
- 1992 - Rohan Ince, calciatore montserratiano
- 1992 - Cristina Iovu, sollevatrice moldava
- 1992 - Jean-Maxime Ndongo, calciatore camerunese
- 1992 - Adam Smith, cestista statunitense
- 1992 - Jordan Tolbert, cestista statunitense
- 1992 - Christophe Vincent, calciatore francese
- 1993 - Bence Batik, calciatore ungherese
- 1993 - Felipe Campos, calciatore cileno
- 1993 - Sonia Candi, pallavolista italiana
- 1993 - Kevin Giovesi, pilota automobilistico italiano
- 1993 - Maryna Ivaščanka, cestista bielorussa
- 1993 - Sinead Jack, pallavolista trinidadiana
- 1993 - Livio Jean-Charles, cestista francese
- 1993 - Przemysław Karnowski, cestista polacco
- 1993 - Emil Nielsen, calciatore danese
- 1993 - Nicole Orlando, atleta paralimpica italiana
- 1993 - Santeri Paloniemi, ex sciatore alpino finlandese
- 1993 - Daniel Ros Gómez, taekwondoka spagnolo
- 1993 - Song Ui-young, calciatore sudcoreano
- 1994 - Lauren Alaina, cantante statunitense
- 1994 - Darío Brizuela, cestista spagnolo
- 1994 - Edgardo Cartagena, pallavolista portoricano
- 1994 - Gregory Daniel, ex ciclista su strada e ex pistard statunitense
- 1994 - Diawandou Diagne, calciatore senegalese
- 1994 - Damien Dussaut, calciatore francese
- 1994 - Matheus Dória, calciatore brasiliano
- 1994 - Lucy Hatton, ostacolista britannica
- 1994 - Philipp Horn, biatleta tedesco
- 1994 - Liu Lingling, ginnasta cinese
- 1994 - Federica Mingolla, arrampicatrice italiana
- 1994 - Jovan Novak, cestista serbo
- 1994 - Catalina Pérez, calciatrice colombiana
- 1994 - Ramkumar Ramanathan, tennista indiano
- 1994 - Špela Rogelj, ex saltatrice con gli sci slovena
- 1994 - Viktorija Tkačuk, ostacolista ucraina
- 1994 - Moshtagh Yaghoubi, calciatore afghano
- 1994 - Kyōhei Yoshino, calciatore giapponese
- 1994 - Pedro Manuel Mota Pinto, calciatore portoghese
- 1994 - Marija Štetić, taekwondoka croata
- 1995 - Levi Cadogan, velocista barbadiano
- 1995 - Christy Grimshaw, calciatrice scozzese
- 1995 - Ilias Hassani, calciatore francese
- 1995 - Joe O'Connor, giocatore di snooker inglese
- 1995 - Nikolaj Ochlopkov, lottatore rumeno
- 1995 - Ado Onaiwu, calciatore giapponese
- 1995 - Vadim Paireli, calciatore moldavo
- 1995 - Jake Polledri, ex rugbista a 15 italiano
- 1996 - David Aubry, nuotatore francese
- 1996 - Emily Bader, attrice statunitense
- 1996 - Luis Barraza, calciatore statunitense
- 1996 - Farukh Choudhary, calciatore indiano
- 1996 - Jon Davis, cestista statunitense
- 1996 - Rashaan Evans, giocatore di football americano statunitense
- 1996 - Kaiser Gates, cestista statunitense
- 1996 - Pedro Henrique, calciatore brasiliano
- 1996 - Jacob Hjelte, calciatore svedese
- 1996 - Wiktoria Johansson, cantante svedese
- 1996 - Ryōyū Kobayashi, saltatore con gli sci giapponese
- 1996 - Daniel Opazo, calciatore argentino
- 1996 - Gustavo Sangaré, calciatore burkinabé
- 1996 - Jens Stage, calciatore danese
- 1997 - Freya Christie, tennista britannica
- 1997 - Christian Maghoma, calciatore congolese (Repubblica Democratica del Congo)
- 1997 - Akram Tawfik, calciatore egiziano
- 1997 - Young Miko, cantante e rapper portoricana
- 1997 - Christina Robinson, attrice statunitense
- 1998 - Federica Cavicchia, calciatrice svizzera
- 1998 - Leonardo Cecilio Fernández, calciatore uruguaiano
- 1998 - Josh Koroma, calciatore sierraleonese
- 1998 - Santiago Pérez, calciatore uruguaiano
- 1998 - Ruby Roseman-Gannon, ciclista su strada e pistard australiana
- 1998 - Alica Schmidt, velocista tedesca
- 1998 - Kellian van der Kaap, calciatore olandese
- 1999 - Frederik Alves Ibsen, calciatore danese
- 1999 - Isaac Bonga, cestista tedesco
- 1999 - Michele Collocolo, calciatore italiano
- 1999 - Candy Floss, wrestler inglese
- 1999 - Iron Gomis, calciatore francese
- 1999 - Leon Heinschke, ex ciclista su strada tedesco
- 1999 - Francis Jno-Baptiste, calciatore inglese
- 1999 - Marte Mapu, giocatore di football americano statunitense
- 1999 - Benjamin Wadsworth, attore statunitense
- 1999 - Pooh Shiesty, rapper statunitense
- 1999 - Daniel Štefulj, calciatore croato
- 2000 - Zuzanna Cieślar, schermitrice polacca
- 2000 - Gil Cohen, calciatore israeliano
- 2000 - Siaki Ika, giocatore di football americano statunitense
- 2000 - Nadine Nischler, calciatrice italiana
- 2000 - Jade Pettyjohn, attrice, cantante e modella statunitense
- 2000 - Jasmine Thompson, cantautrice britannica
- 2000 - David Zima, calciatore ceco
- 2000 - S10, cantautrice e rapper olandese

## XXI secolo(22)
- 2001 - Gennaro Di Mauro, canottiere italiano
- 2001 - Julia Hart, wrestler statunitense
- 2001 - Einar Hedegart, biatleta e fondista norvegese
- 2001 - Dmytro Kotovskyi, sciatore freestyle ucraino
- 2001 - Johannes Lamparter, combinatista nordico austriaco
- 2001 - Jiří Lehečka, tennista ceco
- 2001 - Trinidad Meza, nuotatrice artistica messicana
- 2001 - Max Svensson Río, calciatore spagnolo
- 2002 - Teïlo Azaïs, attore francese
- 2002 - Dries De Pooter, ciclista su strada belga
- 2002 - Muhammed Demirel, judoka turco
- 2002 - Ilhan Fandi, calciatore singaporiano
- 2002 - Terrence Jones, velocista bahamense
- 2002 - Bryce McGowens, cestista statunitense
- 2002 - Kōnstantinos Tzolakīs, calciatore greco
- 2003 - Aymeric Ahmed, calciatore comoriano
- 2003 - Keyonte George, cestista statunitense
- 2003 - Marco Hoffmann, calciatore austriaco
- 2004 - Ilyas Ansah, calciatore tedesco
- 2004 - Robbin Weijenberg, calciatore olandese
- 2007 - Peyton Miller, calciatore statunitense
- 2007 - Sarah Maria Rizea, nuotatrice artistica italiana